# Trémoins
Trémoins település Franciaországban, Haute-Saône megyében. Lakosainak száma 387 fő (2022. január 1.). Trémoins Coisevaux, Aibre, Laire, Le Vernoy, Champey és Verlans községekkel határos.

## Népesség
A település népessége az elmúlt években az alábbi módon változott:
| Lakosok száma | 374  | 377  | 393  | 386  | 387  | 388  | 390  | 388  | 387  |
|               | 2013 | 2015 | 2016 | 2017 | 2018 | 2019 | 2020 | 2021 | 2022 |